# Aegerina ovinia
Aegerina ovinia is een vlinder uit de familie wespvlinders (Sesiidae), onderfamilie Sesiinae.
De wetenschappelijke naam van de soort werd in 1896 gepubliceerd door Herbert Druce. De soort komt voor in het Neotropisch gebied.